# Іван Малала
Іва́н (Іоа́н) Мала́ла (бл. 491—574/578) — візантійський історик VI ст.
Автор «Всесвітньої хроніки» (18 книг), яка починається з легендарної історії єгиптян і доведена до 563 р. Містить багато поетичного матеріалу зі східної та грецької міфології, з оповідань про Троянську війну і Александра Македонського. «Хроніка» використовувалась руськими літописцями і була перекладена на давньоруську мову.
Слов'янський переклад має вставки: апокрифічні завіти 12 патріархів і «Слово Атанасія Александрійського про Мелхіседека» (Мелхіседека).